# Stanisław Wróblewski (inżynier)
Stanisław Zygmunt Wróblewski (ur. 1878 w Łomży, zm. 23 kwietnia 1924 w Łodzi) – inżynier, profesor Politechniki Petersburskiej, specjalista w dziedzinie budownictwa, kanalizacji wodociągów. Projektant systemów kanalizacji i wodociągów m.in. w Taganrogu, Murmańsku, Petersburgu, Astrachani, Iwanowo-Dezniezieńska.

## Życiorys
W 1901 ukończył studia w Instytucie Inżynierów Cywilnych w Petersburgu, następnie został docentem i profesorem Politechniki Petersburskiej. Był także naczelnym inżynierem kanalizacji i wodociągów w Petersburgu. W latach 1919–1912 był kierownikiem Działu Techniki Sanitarnej w zorganizowanej z funduszy Fundacji Rockefellera Państwowej Szkoły Higieny przy Państwowym Zakładzie Higieny w Warszawie, a następnie kierownikiem szkoły. W wyniku zaproszenia przez Fundację Rockefellera, wyjechał do Stanów Zjednoczonych, następnie Anglii i Belgii, w celu pogłębienia wiedzy w swojej dziedzinie. Następnie pracował jako stały konsultant oddziału wodociągów i kanalizacji magistratu miasta Łodzi.
Był autorem szeregu prac naukowych („Obliczanie sieci rur wodociągowych”, „Łaźnie i budynki kąpielowe”), oraz był autorem projektów kanalizacji i wodociągów miast rosyjskich, m.in. w: Taganrogu, Murmańsku, Petersburgu, Astrachani, Iwanowo-Dezniezieńsku.

### Życie prywatne
Był synem Konstantego i Antoniny z domu Kochanowicz. Miał żonę Elżbietę. Został pochowany 26 kwietnia 1924 w Łodzi. W pogrzebie uczestniczyli m.in.: wiceprezydent Łodzi – Wacław Wojewódzki oraz dyrektor Państwowej Szkoły Higieny – Czesław Wroczyński, a także przedstawiciele Państwowego Zakładu Higieny i urzędnicy Generalnej Dyrekcji Służby Zdrowia.